# Wingerter
Wingerter ist ein deutscher Familienname, der vor allem in Rheinhessen-Pfalz verbreitet ist.

## Herkunft und Bedeutung
Wingerter kommt von Wingert und bedeutet Weingärtner. Siehe dazu Winzer.
Die schwäbische bzw. unterfränkische Entsprechung Wengerter (von Wengert) findet man in Deutschland seltener. 

## Bekannte Namensträger
- Benjamin Wingerter (* 1983), Fußballspieler von Sportfreunde Lotte
- Lorenz Wingerter (1890–1969), Pfälzer Mundartdichter